# Шургчиев, Очир Владимирович
Очи́р Влади́мирович Шургчи́ев (18 января 1984, Элиста, СССР) — российский футболист, вратарь. В сезоне 2004 играл на позиции нападающего.

## Клубная карьера
Очир Шургчиев начинал карьеру в родной Элисте, когда учился во втором классе школы. До 5 класса играл на позиции защитника, однако во время юношеского турнира, проходившего в Элисте на летних каникулах, в его команде не было вратарей, тренер предложил Шургчиеву отыграть турнир в воротах, ему понравилось и позже он стал вратарём. Вскоре после окончания школы, в 2002 году, Шургчиев попал в дублирующую команду элистинского «Уралана» и в первый год провёл три матча в турнире дублёров. В премьер-лиге в том же сезоне дебютировал 17 ноября 2002 года в последнем матче чемпионата против «Анжи» (0:1).
Сезон 2003 года Шургчиев отыграл только в дублирующей команде, в которой тренером был Леонид Слуцкий. Несмотря на то, что дубль элистинцев занял второе место, вследствие того, что главная команда покинула премьер-лигу, дублирующий состав был расформирован. Однако в 2004 году во время выступления в первом дивизионе у клуба начались проблемы с финансированием, из-за чего многие игроки досрочно расторгли свои контракты, а Шургчиев из вратаря переквалифицировался в нападающего, так как в конце сезона в команде находилось 11 игроков, из которых было двое вратарей.
В 2005 году выступал за клуб второго дивизиона «Машук-КМВ» Пятигорск. В том же межсезонье был на просмотре в нижегородской «Волге», однако вернулся в «Элисту». В конце 2006 года отправился на просмотр в «Волгу» Тверь и произвёл впечатление на тренера Сергея Агашкова. 5 февраля 2007 года контракт с клубом был подписан.
В 2008 году играл за «Астрахань», в которой в 8 матчах пропустил 8 голов. По окончании сезона завершил выступления в профессиональном спорте. В сентябре 2013 года в составе команды «МВД по РК» стал обладателем Кубка главы администрации Элисты по мини-футболу. В мае 2014 года в составе команды «Динамо МВД» (Калмыкия) выиграл чемпионат России среди полицейских памяти Константина Еременко, который проходил в г. Крымске Краснодарского края.